# Tuimelschijf (helikopter)

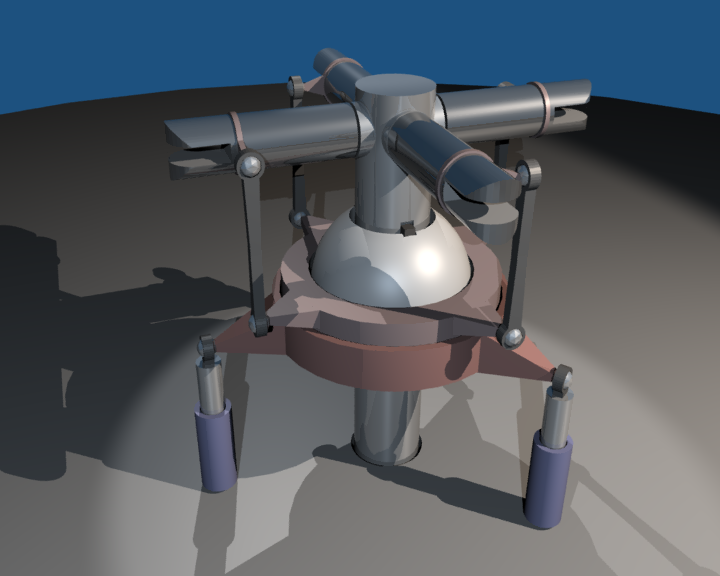
Tuimelschijf in neutrale stand

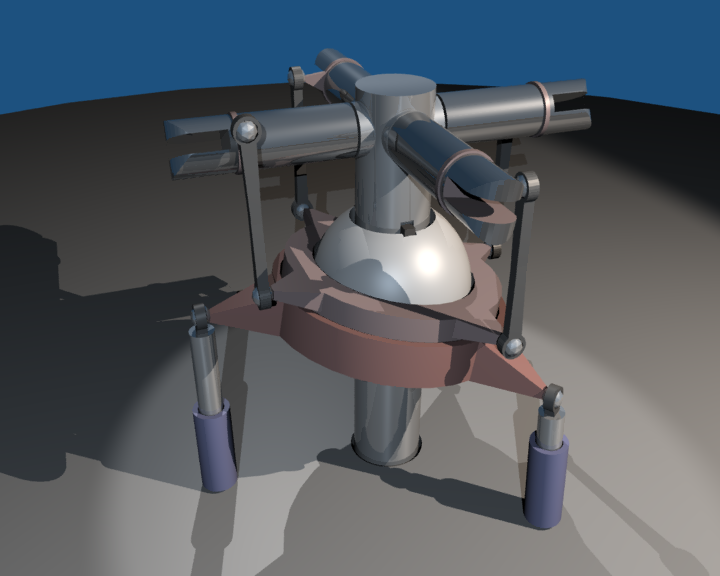
Tuimelschijf gekanteld

De tuimelschijf (Engels: swash plate) is een onderdeel van een helikopter waarmee langs- en dwarsbesturing mogelijk wordt gemaakt.
Door de tuimelschijf langs de as omhoog of omlaag te bewegen wordt de instelhoek van alle rotorbladen tegelijk veranderd, waarmee meer of minder lift ontstaat.
Door de tuimelschijf te kantelen verandert de stand van de bladen ongelijk en periodiek: aan de ene kant wordt de instelhoek groter en aan de andere kant evenveel kleiner.
Door het verschil in liftkracht ontstaat een koppel waarmee de helikopter zijwaarts dan wel naar voren of naar achteren kantelt.
Het principe van de  werking van de tuimelschijf is hiernaast getekend.
De tuimelschijf bestaat uit twee boven elkaar liggende of concentrische ringen, waarvan er een op een kogelgewricht met  de rotor meedraait en één ten opzichte van de romp van de helikopter stilstaat.
De stilstaande ring wordt door de bestuurder bediend, de meedraaiende ring volgt de stand van de eerste doordat de twee middels een lager met elkaar verbonden zijn.
Op de meedraaiende ring zijn stangen bevestigd die de instelhoek van elk rotorblad bepalen.
Waar de tuimelschijf omhoog komt, gaat ook de stang die de rotor op die positie bedient omhoog, waarmee de instelhoek en daarmee de lift lager wordt.